# Souad Massi

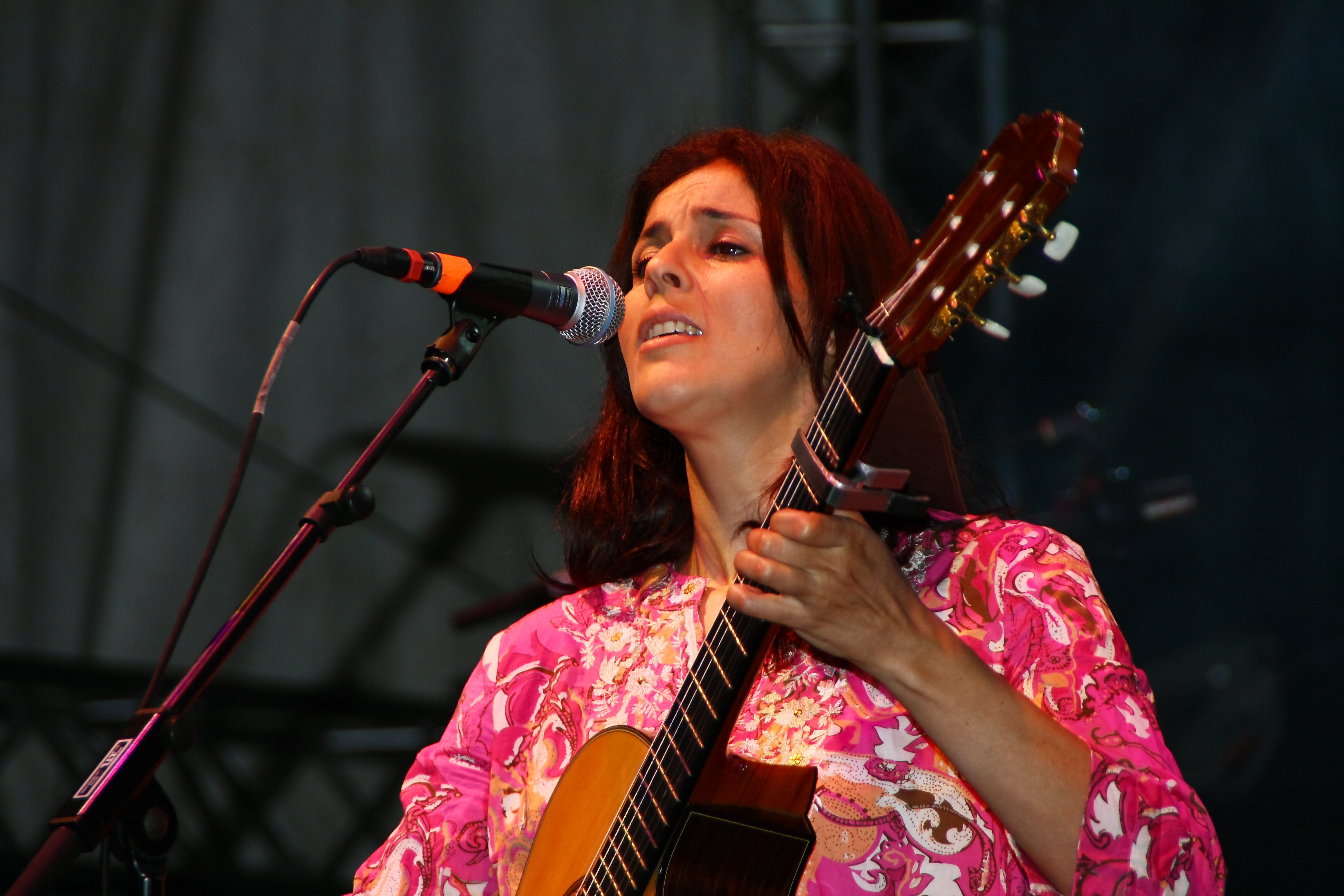
Souad Massi mit ihrer Band auf dem TFF Rudolstadt 2013.

Souad Massi (arabisch سعاد ماسي, DMG Suʿād Māssī, Zentralatlas-Tamazight ⵙⵓⵄⴰⴷ ⵎⴰⵙⵉ Suɛad Masi; * 23. August 1972 in Bab El-Oued, einem Stadtteil Algiers) ist eine algerische Sängerin, Songwriterin und Gitarristin, deren Ethno-Rock-Musik sich durch verschiedenartige Klangeinflüsse auszeichnet.

## Biografie
Souad Massi wuchs in bescheidenen Verhältnissen bei ihren kabylischen Eltern auf. Obwohl Souad Massi sich schon früh für Musik interessierte, war es alles andere als klar, dass sie später auch wirklich Musik machen würde. Zum einen missbilligte der Vater – ein Ingenieur – die Ambitionen seiner Tochter, zum anderen ist es generell schwierig, sich in Algerien als Musikerin durchzusetzen. Deshalb wollte sie als Kind ein Junge sein. Sie hatte damals eine Vorliebe für Westernfilme und damit verbunden auch für Country- und Folkmusik. Später entdeckte sie auch ihre Leidenschaft für viele andere Musikrichtungen wie Rock, Flamenco und indische Filmmusik.
Souad Massis älterer Bruder unterstützte sie immer wieder in musikalischer Hinsicht, und mit seiner Hilfe konnte sie Gitarrenunterricht nehmen. Sie begann auch Gedichte zu schreiben, und bald kombinierte sie diese beiden Dinge miteinander.

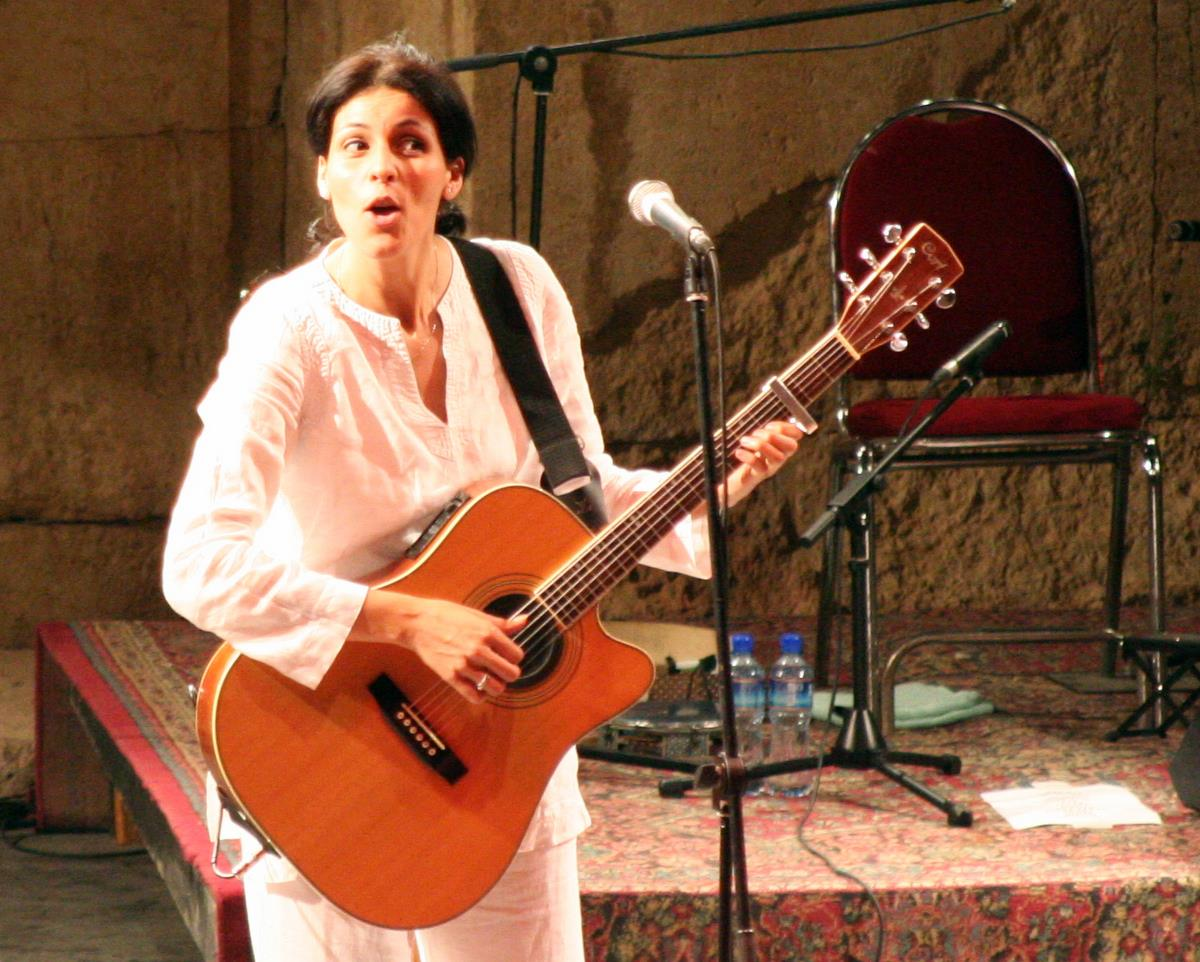
Souad Massi in Gerasa, Jordanien am 25. Juni 2007

Ihre ersten Bühnenerfahrungen sammelte sie mit 17 Jahren als Mitglied einer Flamenco-Gruppe. Nebenbei studierte sie Stadtplanung an einer Universität in Algier und arbeitete nach dem Diplom in einem Architekturbüro. 1997 trat sie der Hardrockband Atakor bei, in der auch ihr Bruder war, und die in Algerien relativ erfolgreich wurde. Damals versuchte die Regierung allerdings, das Musikgeschehen zu zensieren, sodass Bands nur schwer öffentlich auftreten konnten. Souad Massi fühlte sich dadurch eingeengt. Als sie im Januar 1999 zum Musikfestival Femmes d’Algérie nach Frankreich eingeladen wurde, begeisterte sie das Publikum auf Anhieb, und sie entschied sich, in Frankreich zu bleiben.
Im Sommer 2001 veröffentlichte sie ihr Debütalbum Raoui („Der Geschichtenerzähler“), das in Frankreich große Aufmerksamkeit erregte und ihr eine Nominierung als beste Newcomerin bei den World Music Awards der BBC einbrachte. Deb („Mit gebrochenem Herzen“) war ihr zweites Album. Obwohl sie in Europa und Nordamerika durchaus bekannt ist, wird ihre Musik in Nordafrika und dem Nahen Osten erst allmählich stärker beachtet.
Souad Massis Lieder sind größtenteils autobiografisch und von vielen verschiedenen Musikrichtungen und -einflüssen geprägt, wie dem Flamenco oder dem amerikanischen Folk Rock, aber auch typisch arabischen Klängen. Sie singt in arabischer, französischer, ab und zu auch in kabylischer Sprache.
| Jahr | Titel                                 | Höchstplatzierung, Gesamtwochen, AuszeichnungChartplatzierungen (Jahr, Titel, Platzierungen, Wochen, Auszeichnungen, Anmerkungen) | Höchstplatzierung, Gesamtwochen, AuszeichnungChartplatzierungen (Jahr, Titel, Platzierungen, Wochen, Auszeichnungen, Anmerkungen) | Höchstplatzierung, Gesamtwochen, AuszeichnungChartplatzierungen (Jahr, Titel, Platzierungen, Wochen, Auszeichnungen, Anmerkungen) | Anmerkungen                        |
| Jahr | Titel                                 | BEW | CH | FR | Anmerkungen                        |
| ---- | ------------------------------------- | --- | --- | --- | ---------------------------------- |
| 2001 | Raoui                                 | — | — | FR62 (33 Wo.)FR | Wrass 061                          |
| 2003 | Deb                                   | — | CH79 (4 Wo.)CH | FR20 (45 Wo.)FR | Wrass 096                          |
| 2005 | Mesk elil                             | — | — | FR56 (41 Wo.)FR | Wrass 170 / neue Version 2006      |
| 2007 | Live acoustique 2007                  | — | — | FR138 (2 Wo.)FR | Wrass 209, auch als DVD: Wrass 211 |
| 2010 | Ô houria                              | BEW90 (2 Wo.)BEW | — | FR51 (10 Wo.)FR |                                    |
| 2015 | El Mutakallimûn (Masters of the Word) | — | — | FR115 (2 Wo.)FR |                                    |
| 2019 | Oumniya                               | — | — | FR196 (1 Wo.)FR |                                    |

### Filmmusik
- Keine Lüge ohne dich (Mauvaise foi) von Roschdy Zem (Frankreich 2006)

### Film
2014 spielte Massi die weibliche Hauptrolle in dem französisch-palästinensisch-algerischen Spielfilm Mit den Augen eines Diebes.